# Ootacamundus minutus
Ootacamundus minutus är en insektsart som beskrevs av William Lucas Distant 1918. Ootacamundus minutus ingår i släktet Ootacamundus och familjen dvärgstritar. Inga underarter finns listade i Catalogue of Life.